# مارسلين بوسيه
مارسلين بوسيه (بالفرنسية: Marcelin Beaussier)‏ (1821 - 1873 م) هو عسكري ومستشرق فرنسي.
صنف معجما عربيا افرنسيا جمع فيها التعابير اللغوية في لهجات شمال افريقية.